# Osvald I. Berški
Osvald I. Berški ('s-Heerenberg, 28. februar 1442 - 's-Heerenberg, 1506), krščen v 's-Heerenbergh 24. aprila 1442, je bil vitez, zadnji gospod Berški (1465-1486) in prvi grof Berški (1468-1506). Bil je prvi sin Viljema II. Berškega imenovanim tudi Viljem Bogati ali Viljem Miroljubni in Luitgarde Bentheimske. Imel je dva mlajša brata: Ludolfa in Adama Leškega.

## Življenjepis
Leta 1455 je bil v Parizu z bratom Adamom. Podrobnosti o namenu tega potovanja niso znane. V letih 1460 - 1461 je v spremstvu vojvode Adolfa Gelderskega romal v Sveto deželo. Tako kot vojvoda je bil tam tudi on posvečen v viteza.
Od septembra 1465 je deloval kot gospod Berški. Dva meseca kasneje je nasledil je svojega očeta po njegovi smrti leta 1465. Na začetku svoje vladavine je Osvald prišel v spor z emeriškim kapitljem zaradi dohodkov gospostva Pannerden. Spor se je leta 1473 tako zaostril, da mu je papež Sikst IV.  zagrozil z interdiktom, cerkveno kaznijo, s katero vernik izgubi pravico do prejemanja zakramentov, ne da bi bil izobčen. Leta 1467 je vojvoda Kleveški zasedel gospostvi Millingen in Bylandt.

### Burgundsko  obdobje
V tistih letih je v vojvodini Gelders  potekal boj za oblast med vojvodo Arnoldom ( 1410 – 1473) in njegovim sinom Adolfom  (1438 – 1477). To je Osvalda neposredno prizadelo, saj je bil kot predstavnik 's-Heerenberga vazal vojvode Geldersa, ki je bil tudi grof Zutphena.
Za razliko od svojega očeta, ki je podpiral vojvodo Arnolda, se je Osvald postavil na stran vojvode Adolfa. Po smrti vojvode Arnolda leta 1473 deželni stanovi Gueldersa niso priznali njegovega sina Adolfa za naslednika, nakar je Karel Drzni, vojvoda Burgundije, zasedel Gelders in si ga priključil. Karel Drzni je bil tudi vojvoda ali grof velikega števila drugih območij in je tako vladal velikemu delu Nizozemske in severne Francije.
Osvald je podprl Karla Drznega in tako prejel njegovo pomoč pri ponovni pridobitvi gospostev Millingen in Bylandt, ki ju je vojvoda Kleveški zasedel leta 1467. Osvald je dobil podporo tudi v sporu z Emmeriškim kapitljem zaradi Pannerdena. Vendar ga je to stalo priznanja dolga šest tisoč renskih guldnov gospodu Humbercourta, da je ponovno pridobil svoje gospostvo s svojim posredovanjem in zagovarjanjem pri burgundskem vojvodi. To je vključevalo cestnino na Renu pri Emeriku (ki je bila očitno izgubljena iz očetove dediščine).
Po prevzemu oblasti v Geldersu je Karel Drzni od cesarja Friderika III. v Trierju uradno prejel naslov vojvode Geldersa in grofa Zutphenskega. Osvald je za to priložnost spremljal Karla Drznega v Trier, a si je cesar premislil, zato uradne slovesnosti ni bilo. Karlu Drznemu to ni preprečilo, da bi uveljavil svojo oblast v Geldersu in Zutphenu.
Naslednje leto so izbruhnile burgundske vojne. To je bil niz spopadov, v katerih sta se Karel Drzni in njegov zaveznik vojvoda Savojski borila proti Franciji, Švici in Loreni. Prva vojaška akcija Burgundijcev je bila obleganje Neussa, mesta ob Renu blizu Düsseldorfa. To je trajalo od 29. julija 1474 do konca maja 1475 , vendar je Neuss zdržal. Osvald je sodeloval pri tem neuspešnem obleganju na strani burgundske vojske s, lahko domnevamo, skromnimi berškimi silami.
Leto 1477 je za Osvalda prineslo pomembne spremembe. 5. januarja je bil Karel Drzni ubit v bitki pri Nancyju. Adolf Gelderski je bil nato ponovno potrjen kot vojvoda Gelderski, a ker je bil zaprt v severni Franciji, je njegova sestra Katarina delovala kot regentka. Osvald je ponovno stopil na stran vojvode Adolfa, vendar se ta ni mogel vrniti v Gelders. Ko je bil končno osvobojen, je bil ubit 27. junija 1477 blizu Tournaija v Flandriji. Osvald je nato podprl Adolfovega naslednika, mladoletnega Karla Gelderskega, ki pa so ga Francozi prav tako zaprli. Grofa Osvald in njegov sin Viljem sta imela konflikt z vojvodo Karlom Gelderskim. To je pripeljalo do tega, da je bila Osvaldova posest, vključno z gradom Nijburg, zasežena. Šele leta 1515, po smrti Osvalda (1506) in Viljema (1511), je Karel končal spopad, tako da si je lahko Viljemov sin Osvald II. sčasoma znova pridobil posest v  fevd.
Oswald ni imel opravka le z Geldersi, ampak se je vključil tudi v oborožen boj, ki je izbruhnil leta 1480 med münstrskim škofom in vojvodo Kleveškim. Osvald je bil škofov zaveznik, a mu je s plačilom 1500 renskih guldnov uspel uveljaviti Berško nevtralnost. Na ta način je lahko uspešno posredoval med sprtima stranema.

### Prvi grof Berški
Leta 1482 je avstrijski nadvojvoda Maksimilijan I., Habsburžan, zasedel Gelders in Zutphen. Osvald se je pridružil Maksimilijanu, kar je očitno vodilo do dobrega sodelovanja. Osvald je bil eden od plemičev (drugi je bil Janez III. Egmontski), ki jih je leta 1486 Maksimilijanov oče, cesar Friderik III., povzdignil v cesarskega grofa Svetega rimskega cesarstva. To je pomenilo, da je bil odgovoren samo cesarju in ne več svojim fevdalcem, vključno z grofom Zutphenom. Sedaj je Bergh lahko obravnaval kot neodvisno suvereno državo, ki se je pod protektorat Gelders postavila le s prostovoljno sklenjeno konvencijo, ki jo je bilo mogoče kadar koli preklicati, saj je zaradi svoje majhnosti potrebovala zaščitnika. Zato je zavrnil plačilo davkov vojvodi guelderskemu. Če je bilo plačilo izvršeno, je to storil šele potem, ko je vojvoda izjavil, da to ni precedens.
Osvaldovo grofovsko diplomo z dne 10. aprila 1486 , ki velja tudi za njegove potomce, hranijo v arhivu Gradu Bergh. Ni znane listine, v kateri bi bila dežela Berška povzdignjena v grofijo, vendar pravica grofov Berških, da tako imenujejo svojo deželo, ni bila nikoli izpodbijana. Odsotnost listine je torej lahko posledica napake cesarskega kanclerja.

### Konflikt z Gelderskimi
Leta 1492 se je vojvoda Karel Gelderski vrnil domov iz francoskega ujetništva. Osvald je njegovo vrnitev pozdravil z veseljem in z njim ohranil dobre odnose. A so se ti kmalu zaostrili, saj je leta 1499 nadvojvoda Maksimilijan ponovno zasedel Gelders in Zutphen. Osvald se je bil prisiljen ponovno podrediti Maksimilijanu. Vendar pa ni trajalo dolgo, preden je Karel Gelderski s podporo francoskih pomožnih vojakov ponovno prevzel premoč in Osvald se mu je lahko spet pridružil. Karel je zameril Osvaldu, ker je prebegnil k Maksimilijanu, čeprav prisiljen. Čeprav je priznal, da je Osvaldu sam svetoval, naj izbere manjše od dveh zla, je menil, da bi se grof moral dlje upirati. Kot kazen je svet vojvode Gelderskega in namestniki štirih mest Arnhema, Zutphena, Nijmegena in Roermonda 23. oktobra 1500 Osvaldu  naložili naslednje kazni :
1)	Ne sme zahtevati posesti gospoda Homoetskega v Overbetuwe (ki ga je leta 1484 kupil od Henrika Wischa).
2)	V uradu Pannerden se bo trošarina obračunavala šest let. (Znesek ni določen, vendar je bil zaračunan v kovancu, imenovanem ognjeno železo ali briket).
3)	Njegova sinova Viljem in Friderik morata vojvodi obljubiti zvestobo in mu dovoliti, da jo obljubijo tudi po očetovi smrti.
4)	Vse zapornike je treba izpustiti.
5)	Plačati mora še 1000 zlatih guldnov poleg že plačanih 2000 zlatih guldnov.
6)	Plačati mora 100 zlatih guldnov štirim mestom za stroške in težave.
7)	S tem bo grof proti vojvodi popolnoma rehabilitiran.
Ni jasno, ali je plačal vse kazni, a v praksi je Homoet ostal v lasti Berških.

### Zadnja leta
Leta 1505 se je bil Osvald prisiljen za vedno podrediti Habsburžanom. To se je zgodilo pred Maksimilijanovim sinom, nadvojvodo Filipom Lepim. Osvaldovi sinovi so nato vstopili v habsburško službo.
Grof Osvald I. je umrl februarja 1506 v 's-Heerenbergu. Kje je bil pokopan, ni znano. Nasledil ga je sin Viljem.

### Širitev posesti in gradnje
Grof Osvald je uspel znatno razširiti Berško posest. Leta 1484 , preden je bil povišan v grofa, je od Henrika Wischskega, gospoda Homoetskega, kupil nekaj posesti v bližini Gendringena in Ettna ter zemljišča v bližini Doesburga.
Istega leta mu je njegov tast Vincent Meurski zastavil gospostvo Krefeld z gradom Krakau.
Leta 1486 je kupil polovico gospostva Wisch , gospostvo Homoet, pravice v deželi Zutphen, grad Nyenborch in številne posesti v Betuweju. Pred letom 1487 je Osvald dal zgraditi Hedelski dvor na mestu med sedanjo Marktstraat in 's Gravenwal v 's-Heerenbergu. To kapiteljsko hišo je podaril svojemu bratu Ludolfu. 10. januarja 1489 je 's-Heerenbergu podelil trške pravice. Leta 1496 je na pokopališču na severovzhodni strani cerkve dal zgraditi samostoječi lesen zvonik .
Okoli leta 1500 je Janez II. Cumburški odkupil zakup renske mitnine pri Emmeriku. Dedek Janeza II. Culemburškega je dal to vodno mitnino leta 1441 v zastavo očetu grofa Osvalda Viljemu II. Mitnina, ki je pripadala kapitlju sv. Marije v Utrechtu, je bila na ozemlju Kleveških. 
Okrog leta 1502 je po bratu Adamu podedoval gospostvo Hedel. To je že bila Berška posest, ki je prešla na njegovega brata Ludolfa ob smrti njegovega očeta in na njegovega brata Adama ob njegovi smrti.

## Poroka in otroci
Poročil se je pri 14 letih z Elizabeto Meurško (umrla v Kölnu, 12. aprila 1493) 20. decembra 1456, pokopana v Kölnu v dominikanski cerkvi. Bila je hči Vincenta Meurškega, grofa Saarwerdenskega, in Ane Bavarske. V njunem zakonu so se rodili naslednji otroci:
- Ana Berška (ok. 1466 – ok. 1563); poročila se je 1. februarja 1490 na gradu Krakau pri Krefeldu z Johanom Meurškim, grofom Saarwerdena in gospodom Laerja (umrl ok. 1507), sinom Jakoba Meurškega, grofa Saarwerdna in Kunegonde, grofice Sonnenberške.
- Viljem III. Berški naslednik;
- Matilda Berška (Meta) (ok. 1470-ok. 1539), poročila  se je 8. oktobra 1492 s Friderikom Bronkhorstskim-Borkulskim (4. september 1456 – 20. maj 1508); pokopana v Borkulu, gospodom Bronckhorstskim in Borkulskim, nekdanjim kanonikom v Utrechtu 1471-1492 in gospodom visokega gospostva Steenderena
- Friderik IV. Berški (ok. 1474 – Emmerik, 2. januar 1513) pokopan v 's-Heerenbergu, gospod Hedela, kanonik St. Gereona v Kölnu. Leta 1506 je podedoval 1/2 gospostva Wisch.
- Valburga Berška (1486-1547), grofica Berška v 's-Heerenbergu, gospa Wischska; poročila se je 16. januarja 1496 s Henrikom V. Wischskim (umrl 1514), sinom Johana II. Wischskega in Margarete Assenske Kettlerske.
- Elizabeta Berška (±1472-1542) redovnica v Sv. Marije v Betlehemu pri Kölnu.

Dne 20. decembra 1502, več kot tri leta pred svojo smrtjo, je grof Osvald določil, kako naj se njegova posest po njegovi smrti razdeli med sinova Viljema in Friderika. Viljemu je dodelil grofijo Bergh, gospostva Bilandt, Homoet in Wisch, terjatve do gospoda Kulemborškega, kleveške rente v kerspelu Didamu in Liemersih ter terjatve do [[gradu Nyerborch (ki ga je vojvoda Gelderski nezakonito zasedel).
Za Friderika je bila gospoščina Hedel in dežela Almsteen. Dobil je tudi mlin v Bredi. V baroniji Breda je imel grof Osvald tri mline, vendar je v listini beseda mlin v ednini. Poleg tega je Friderik prejel vse, kar je njegov oče podedoval po bratu Adamu, obresti od mitnine v Lobithu , grad Ulft , Breedenbroek in Talholtswaard (gostčnica blizu Lobitha ) ter terjatve do slave Krefelda z gradom iz Cracaua.